# Vice-Reino da Nova Espanha
A Nova Espanha (em castelhano Nueva España) foi um reino da Espanha durante o período colonial, na América do Norte e Central, onde hoje correspondem os estados de Arizona, Califórnia, Colorado, Nevada, Novo México e Utah nos Estados Unidos até à Costa Rica na América Central, tendo como capital a Cidade do México. Existiu de 1535 a 1821. A Nova Espanha não só administrava as terras compreendidas entre estes limites mas também o arquipélago das Filipinas na Ásia. Depois da derrota do exército espanhol pelas tropas de Agustín de Iturbide e Vicente Guerrero, todo o território (com exceção do arquipélago asiático) passaram a formar parte do Império Mexicano a partir de 28 de Setembro de 1821.

## História
Os Habsburgo foram os fundadores do Império Infra Marino Espanhol e quem o governou de 1516 a 1701, quando a Casa de Bourbon herdou o trono da Espanha. Eram uma dinastia de origens alemãs, com dois grandes ramos: o espanhol e o austríaco. Esta dinastia teve uma política tal que, salvaguardada a devida proporção de poder, as partes integrantes do seu Império (os vice-reinos) tinham uma relativa liberdade e autonomia.
No caso da Nova Espanha, o gênio desta dinastia, foi que durante a fundação da colônia, utilizaram e tomaram vantagem das estruturas preexistentes na sociedade pré-hispânica para implantar sobre elas a sua estrutura de poder. Isto só foi possível pela participação ativa e voluntária dos senhorios indígenas.
Antes da chegada dos espanhóis, a sociedade pré-hispânica era integrada por um sem-fim de senhorios relativamente pequenos onde à cabeça estava o Tlatoani. Estes senhorios estavam por sua vez integrados em outros corpos políticos mais ou menos desenvolvidos, como as Alianças Tlaxcaltecas, as Coligações Maias no Iucatão e Chiapas, o Reino Purepecha de Michoacán e o Império Mexica".
Os Mexica "tinham absorvido, ou tinham absoluto controlo político, sobre algumas dezenas e impunham tributo sobre seis ou sete centenas mais". À chegada dos espanhóis quase todos estes senhorios "decidiram aliar-se aos recém-chegados" por motivos diversos, pelo que o sistema de terror religioso teve uma importância crucial. Ao ter contato com os senhorios indígenas, uma das acções imediatas por parte dos conquistadores foi a proibição de sacrifícios humanos e por outro lado iniciar a introdução da moral e do sistema de valores judaico-cristão.
Uma vez consumada a queda do México-Tenochtitlan, fomentou-se e protegeu-se as "Repúblicas de Índios". Isto é, permitiu-se a sobrevivência dos senhorios pré-hispânicos, onde os líderes indígenas conservaram o seu estatuto, posição e privilégios. Além disso, os "usos e costumes" à exceção do sacrifício humano mantiveram-se praticamente intactos. "Quase todos os senhorios subsistiram como corpos políticos durante a época colonial e grande percentagem dos nobres indígenas permaneceram nas suas posições de privilégio, recebendo grande parte dos tributos e serviços que lhes correspondiam durante todo o século da Conquista e ainda depois".
A evangelização da população indígena não foi imediata, mas sim um processo lento e árduo que requereu muita perseverança e criatividade por parte dos missionários e que demorou a maior parte do século para completar-se. Ao contrário do que se crê habitualmente, a evangelização dos índios não foi um processo que se completasse a "ferro e fogo". A consolidação do Império Espanhol na Nova Espanha requeria estabilidade política e social.
Os senhorios e as "Repúblicas de Índios" são a base dos povos como Calacoaya, Tonala, Xochimilco, Tlalpan, Chiautempan, Coyoacan - que são exemplo entre muitos que ainda hoje existem e se podem reconhecer na parte central e sul da atual República Mexicana. A sua sobrevivência é um testamento do êxito desta estratégia de assimilação por parte do império espanhol.

## Demografia
População da Nova Espanha no fim do século XVIII:
| Área             | habitantes |
| ---------------- | ---------- |
| América do Norte | 5 837 100  |
| América Central  | 870 200    |
| Antilhas         | 950 000    |
| Total            | 7 657 300  |